# Spike Milligan
Terence Alan „Spike“ Milligan, KBE (* 16. April 1918 in Ahmadnagar, Britisch-Indien; † 27. Februar 2002 bei Rye in East Sussex) war ein  britisch-irischer Komiker, Schriftsteller, Dichter, Schauspieler und Jazz-Musiker (Trompete und Gitarre).

## Leben
Spike Milligan wurde als Terence Alan Milligan in Britisch-Indien geboren. Sein Vater war ein irischer Offizier der British Indian Army. Nach Änderung der Regularien für Aufenthaltsgenehmigungen für Personen, die in Ländern des Commonwealths geboren wurden und nach abgelehntem Antrag auf die britische Staatsbürgerschaft wurde er 1960 für „staatenlos“ erklärt und erlangte 1962 durch seine Abstammung väterlicherseits die irische Staatsbürgerschaft, die er bis zu seinem Lebensende behielt.
Während der 1930er-Jahre trat er als Jazz-Trompeter auf, hin und wieder aber auch als Komiker.
Im Zweiten Weltkrieg (eingezogen 1940, Dienst bis Kriegsende) erlangte er den Rang eines Lance Bombardiers der Royal Artillery und diente in den Nordafrika- und Italien-Feldzügen. Noch in Italien wurde er schließlich wegen einer „Kriegsneurose“ (PTBS) in ein Krankenhaus eingewiesen. Danach wurde er aus dem Militärdienst ehrenvoll entlassen und schloss sich als Gitarrist mit Bill Hall (Violine) und Johnny Mulgrew (Bass) zur Jazz-Comedy-Gruppe The Bill Hall Trio zusammen. Anfangs trat die Gruppe vor allem für die Truppen auf, später auch auf öffentlichen Bühnen.
Anfang 1948 wechselte Milligan zu den Central Pool of Artists und begann, Parodien zu schreiben, die später zum Hauptbestandteil der Goon Show werden sollten. Er war von 1951 bis 1960 sowohl Hauptautor als auch Hauptdarsteller dieser Radio-Comedy-Show. In weiten Kreisen gilt er als der Vater der modernen britischen Comedy, der viele andere Komiker beeinflusst hat – darunter auch die Mitglieder der späteren Monty Python. Mit der Vorbereitung und Umsetzung einer Show pro Woche war er jedoch überfordert. Er erlitt mehrere Nervenzusammenbrüche; einmal soll er Peter Sellers mit einem Messer gejagt haben.
Milligan wohnte an einer Landstraße namens Dumb Woman’s Lane in Sussex in der Nähe des Musikers Paul McCartney, der ebenfalls irische Wurzeln hat und auch zu seinem Bekanntenkreis gehörte. Für Spike Milligan („Spike, Man“) schrieb McCartney („Yesterday s Man“) das Gedicht The Poet of Dumbwoman s Lane.
Bei einer Umfrage der BBC im August 1999 wurde Milligan zur „lustigsten Person der letzten 1000 Jahre“ gewählt. Von der britischen Krone wurde er 1992 als Commander des Order of the British Empire (CBE) und 2000 als Knight Commander des Order of the British Empire (KBE) ausgezeichnet. Als irischer Staatsbürger erfolgte letztere Verleihung ehrenhalber und war nicht mit der Erhebung in den persönlichen Adelsstand („Sir“) verbunden.
Milligan trat in über 70 Filmen wie beispielsweise Peters Sellers’ Filmkomödie Magic Christian und Fernseh-Serien auf; sein 1963 veröffentlichter und zum Bestseller avancierter Roman Puckoon wurde im Jahr 2002 von Terence Ryan verfilmt.
Zeit seines Lebens litt er an einer bipolaren affektiven Störung („manisch-depressive Erkrankung“). Im Jahr 1994 hatte Milligan einen Gastauftritt als er selbst in der erfolgreichen schottischen BBC-Miniserie Takin’ Over the Asylum, deren ebenfalls manisch-depressive Hauptfigur Campbell Bain (David Tennant) den Prominenten erfolgreich für eine medienwirksame Spendenaktion für den neuen Klinikradiosender gewinnen kann.

## Filmografie (Auswahl)
- 1955: Voller Wunder ist das Leben (A Kid for two Farthings)
- 1959: Liebenswerte Leckerbissen (The Running Jumping & Standing Still Film)
- 1960: Ist ja irre – unser Torpedo kommt zurück (Watch Your Stern)
- 1961: Etappenhengste (Invasion Quartet)
- 1962: Armleuchter in Uniform (Postman’s Knock)
- 1969: Danach (The Bed Sitting Room)
- 1969: Magic Christian
- 1971: Die herrlichen sieben Todsünden (The Magnificent Seven Deadly Sins)
- 1972: Alice im Wunderland (Alice’s Adventures in Wonderland)
- 1973: Die drei Musketiere (The Three Musketeers)
- 1973: Digby – Der größte Hund der Welt (Digby – The Biggest Dog in the World)
- 1977: Drei Fremdenlegionäre (The last Remake of Beau Geste)
- 1978: Der Hund von Baskerville (The Hound of the Baskervilles)
- 1979: Das Leben des Brian (Monty Python’s Life of Brian)
- 1981: Mel Brooks – Die verrückte Geschichte der Welt (History of the World, Part 1)
- 1983: Dotterbart (Yellowbeard)
- 1994: Takin’ Over the Asylum